# 本多未季
本多 未季（ほんだ みき、10月18日 - ）は、日本の女性声優である。主にアダルトゲームに声をあてている。2010年1月に本多しの舞から改名。他にはおおたけしのぶ名義も使用していた。

## 出演作品

### アダルトゲーム

#### 2004年
- すくみずポリス（天神橋　蝶子、山本 音子）[4]
- Like Life（女性係員、女性店員、少女）[4]
- はめ☆ドリ（佐倉 唯）[4]

#### 2005年
- Pure×Cure（吉野 みずき、吉野 ほむら）[4]

#### 2008年
- HimeのちHoney（セシリアーナ）

### コンシューマゲーム
- Pure×Cure Re:covery（吉野 みずき、吉野 ほむら）[4]

### フリーゲーム
- ヴァンガードプリンセス（御殿谷サキ、ナタリア・グリンカ）

### YouTube
- 焼肉とんとん亭公式紹介チャンネル「とんとんアニメ劇場」（とん子ちゃん、サガリン、ブタさん）[5]

### ソフトウェア
- キャラクターHボイスシリーズ「姫騎士リヨナ」